# أكاديمية التربية الصوفية
أكاديمية التربية الصوفية، هيئة جزائرية تابعة للاتحاد الوطني للزوايا الجزائرية.

## التأسيس
قام «الاتحاد الوطني للزوايا والطرق الصوفية الجزائرية» أثناء انعقاد «المؤتمر العالمي الأول في التصوف» بمدينة مستغانم خلال أيام 18، 19 و20 ماي 2016م بإطلاق مشروع «أكاديمية التربية الصوفية».
ودعا المشاركون في «المؤتمر العالمي الأول في التصوف» إلى تأسيس لجنة فقهية تعمل على إصلاح ذات البين وتجميع فقهاء المذاهب والمدارس الإسلامية لصياغة مشروع يعمل على وحدة الأمة ودرء الفتن وصد المؤامرات التي تحاك ضدها ونشر فكر الوحدة والتعايش.
وأوصى المؤتمر الذي دامت أشغاله ثلاثة أيام أيضا بتأسيس «أكاديمية التربية الصوفية» التي يكون مقرها بمدينة الجزائر وتأسيس وإدارة موقع على شبكة الإنترنت ينشر الفكر الإسلامي الصحيح والتربية الروحية السليمة.
وتضمنت التوصيات تكليف لجنة من الفقهاء المتخصصين بمراجعة الموروث في كل مجالات التصوف وعرضه على ميزان الكتاب والسنة وتنقيته من شوائب ما يخالفها، والعمل على تصحيح المفاهيم والمحافظة على نقاء الفقه الصحيح وأصالته وتوجيه السلوك حتى يكون سلوكا يجسد القرآن قولا وفعلا وعلى هدي الرسول محمد -صلى الله عليه وسلم- · .
وقد شارك في «المؤتمر العالمي الأول في التصوف»، الذي تناول موضوع «المرجعية المحمدية في معالجة قضايا وتحديات العصر» تحت شعار «مستغانم إحدى عوالم أهل علم التصوف» زهاء 120 عالما من 40 بلدا إسلاميا وممثلي الجالية الإسلامية من عشرة بلدان أخرى.

### مقالات إضافية
- وزارة الشؤون الدينية الجزائرية
- المرجعية الدينية الجزائرية
- المجمع الفقهي الجزائري
- ملتقى الفقه المالكي
- الاتحاد الوطني للزوايا الجزائرية
- الاتحاد العالمي للطرق الصوفية
- رابطة علماء وأئمة ودعاة الساحل
- الحزب الراتب: الحزاب - الباش حزاب - السلكة - الشيخ - المريد - الورد - الوارد
- المجلس العلمي للإفتاء بالجزائر
- التراث الفقهي الجزائري
- المجلس الإسلامي الأعلى بالجزائر
- اللجنة الوطنية لمراقبة الأهلة
- المركز الثقافي الإسلامي لولاية الجزائر
- قائمة المساجد في ولاية الجزائر
- مديرية الشؤون الدينية والأوقاف لولاية الجزائر

### وصلات خارجية
- الموقع الرسمي لوزارة الشؤون الدينية والأوقاف بالجزائر